# Bing Xin
Dans ce nom, le nom de famille, Bing, précède le nom personnel.
Bing Xin (冰心; en pinyin: Bīng Xīn, nom réel: Xie Wanying (謝婉瑩)) (Fuzhou, 5 octobre 1900 - Fuzhou, 28 février 1999) était une romancière, traductrice et poète chinoise. 

## Parcours
Elle étudia à l'Université Yenching de Pékin y et au Wellesley College aux États-Unis. Elle fut professeur de différentes universités chinoises et vice-présidente de la Fédération Chinoise pour l'Alphabétisation et des Cercles Artistiques, tout en se consacrant à l'écriture. Elle fut victime des purges maoïstes lors de la Révolution culturelle. 
Wu Qing, enseignante également et femme politique, est sa fille,.

## Traduction
- (en) « Special section on Bing Xin », Renditions, no  32, automne 1989. [lire en ligne]

## Référence
1. ↑  Biographie de Bing Xin Encyclopédie Larousse
2. ↑  (en) Alida Brill, A Rising Public Voice : Women in Politics Worldwide, Feminist Press at Cuny, 1995, 284 p. (ISBN 978-1-55861-111-5, lire en ligne), p. 41-58, 268
3. ↑  (en) « Wu Qing », Wellesley College and Peking University